# 飯田将成
飯田 将成（いいだ まさなり、1986年1月23日 - ）は日本の元プロボクサー、YouTuber。2022年7月よりBreakingDownに出場。武神ボクシングジム主宰。岐阜県岐阜市出身。

## 来歴
両親ともに教師の家庭に生まれる。父は体育教師。中学生の頃にボクシングジムに通っていた。岐阜市の暴走族の総長をやっていたことがある。喧嘩が傷害事件となり少年鑑別所に入った。
鑑別所を出た後、18歳で元プロボクシング世界王者の星野敬太郎が主宰する各務原市にあるコパン星野敬太郎ボクシングジムに入会。2006年4月9日、国分裕紀戦でプロデビュー。日本ランキング最高位はウェルター級10位。
2011年3月13日、名古屋国際会議場で行われたプロボクシング興行『SOUL FIGHTING 39』で中嶋裕介と再戦したが3R45秒TKO負け。レフリーストップの判定に納得できずレフェリーの体を押して抗議し、退場する途中、椅子や東日本大震災の募金看板などを蹴とばし、同年3月29日、JBCの倫理委員会にて、試合後に暴力的な行為を働いたとして無期限のボクサー資格停止処分が下された。
2012年11月1日、愛知県一宮市に「ボクシングジム武神」を開業する。
29歳ごろまではボクシング復帰を目指していろいろなボクシングジムにかけあったり、日本ボクシングコミッションに直接電話をかけて直談判をしたりしたが、ボクシング復帰は難しく、キックボクシングを始めた。
2022年5月28日、名古屋のアマチュアキックボクシング大会「BRIDGE」の第2代ヘビー級王座を獲得し、同日中に返上。

### BreakingDown
2022年7月に開催された「BreakingDown5」でBreakingDownに初出場。にっけん君と対戦し、開始8秒左フックでダウンを奪うと、左右のパンチ連打で再びダウンを奪い1R18秒KO勝利。
2022年11月に開催された「BreakingDown6」に出場し、「THE OUTSIDER vs. BreakingDown 6vs6対抗戦」の大将戦として啓之輔と対戦。開始直後、前へ詰めてフックの連打を浴びせ啓之輔からスタンディングダウンを奪う。そのまま左右フックで啓之輔を追い詰めたが、啓之輔の左膝蹴りカウンターから更に踏み込んでの左膝蹴りがみぞおちに決まりダウンし、1R40秒KO負け。
2023年2月開催の「BreakingDown7」で川島悠汰との対戦が決定するが、交通事故に遭い試合を欠場。
2023年5月に開催された「BreakingDown8」でパク・ウォンシクと対戦し、お互い手が出ずお見合い状態となり、決着が付かず再延長戦までもつれ込むが、3-2の僅差判定で勝利。「BreakingDown8」終了後、「ブレイキングダウンは、あと1、2回出るか、出ないかだと思います」と話した。同年10月にはXで「今年は出ません」、「来年誘いがあれば出る感じです 自分の意思で決めます」と投稿した。
2024年6月に開催された「BreakingDown12」では、我龍真吾と対戦する萩原裕介のセコンドを務めた。
2024年10月中旬に行われた「BreakingDown14」のオーディションに飯田が参加しなかったことをBreakingDownバンタム級王者の井原良太郎が自身のYouTubeチャンネルで明かし、飯田の不参加について批判した。これに対しBreakingDownにかつて出場していたノッコン寺田が「別に良くね？」などと反論し、舌戦となった。自身のYouTubeチャンネルにゲスト出演した朝倉未来の旧友である岡康平に井原の批判について聞かれると、「彼もすごい盛り上げているんで、ブレイキングダウンを盛り上げるために言っているのもあると思うし」、「井原君の気持ちもわかるし、他の選手の気持ちもわかる」などと話した。
また、BreakingDown関連映画『BLUE FIGHT 〜蒼き若者たちのブレイキングダウン〜』への出演に触れ、「ブレイキングダウンが嫌いだったらそういうの出ようとも思わないし」と話した。BreakingDown出場に際しては、元PRIDEミドル級王者のヴァンダレイ・シウバとの対戦を希望し、「あのくらいの強くて怖い選手に挑戦したい」と語った。

## 戦績

### キックボクシング
| キックボクシング 戦績 | キックボクシング 戦績 | キックボクシング 戦績 | キックボクシング 戦績 | キックボクシング 戦績 | キックボクシング 戦績 | キックボクシング 戦績 |
| --------------------- | --------------------- | --------------------- | --------------------- | --------------------- | --------------------- | --------------------- |
| 10 試合               | (T)KO                 | 判定                  | その他                | 引き分け              | 無効試合              |                       |
| 7 勝                  | 6                     | 1                     | 0                     | 1                     | 0                     |                       |
| 2 敗                  | 1                     | 1                     | 0                     | 1                     | 0                     |                       |

| 勝敗 | 対戦相手         | 試合結果                       | 大会名                                                      | 開催年月日     |
| ○    | パク・ウォンシク | 1分1R+延長2R終了 判定3-2       | BreakingDown8                                               | 2023年5月21日  |
| ×    | 啓之輔           | 1R 0:40 KO（ボディへの膝蹴り） | BreakingDown6                                               | 2022年11月3日  |
| ○    | にっけん君       | 1R 0:18 KO（左フック）         | BreakingDown5                                               | 2022年7月17日  |
| ○    | 澁木勇紀         | 1R 1:08 TKO（パンチ連打）      | BRIDGE one match challenge-EX14 【BRIGEヘビー級王座決定戦】 | 2022年5月28日  |
| ×    | 松崎亮磨         | 3分2R終了 判定0-3              | 第10回 T.B.NATION CUP                                       | 2019年5月26日  |
| ○    | 五十嵐大樹       | 1R KO                          | BRIDGE one match challenge37th                              | 2018年2月20日  |
| ○    | 蛭田淳           | 2R TKO                         | STC 52                                                      | 2017年12月4日  |
| ○    | 杉下幸稔         | 1R KO                          | BRIDGE one match challenge36th                              | 2017年10月24日 |
| ○    | 磯久             | KO                             | 第14回J-NETWORKアマチュア全日本選手権大会〜春の陣〜         | 2016年3月27日  |
| △    | 霜田拓悠         | ドロー                         | BRIDGE one match challenge32nd                              | 2016年2月22日  |

### プロボクシング
| プロボクシング 戦績 | プロボクシング 戦績 | プロボクシング 戦績 | プロボクシング 戦績 | プロボクシング 戦績 | プロボクシング 戦績 | プロボクシング 戦績 |
| ------------------- | ------------------- | ------------------- | ------------------- | ------------------- | ------------------- | ------------------- |
| 12 試合             | (T)KO               | 判定                | その他              | 引き分け            | 無効試合            |                     |
| 9 勝                | 7                   | 2                   | 0                   | 0                   | 0                   |                     |
| 3 敗                | 1                   | 2                   | 0                   | 0                   | 0                   |                     |

| 戦           | 日付           | 勝敗 | 時間    | 内容    | 対戦相手                       | 国籍 | 備考                                       |
| ------------ | -------------- | ---- | ------- | ------- | ------------------------------ | ---- | ------------------------------------------ |
| 1            | 2006年4月9日   | ☆    | 1R 0:58 | KO      | 国分裕紀（鈴鹿ニイミ）         | 日本 | プロデビュー戦                             |
| 2            | 2006年12月9日  | ☆    | 1R 0:38 | KO      | フィードパヤック・サクタビン   | タイ |                                            |
| 3            | 2007年7月1日   | ☆    | 1R 2:41 | KO      | 国分裕紀（鈴鹿ニイミ）         | 日本 |                                            |
| 4            | 2007年8月12日  | ☆    | 1R 2:39 | KO      | 前田憲孝（天熊丸木）           | 日本 | 2007年度中日本ミドル級新人王決勝           |
| 5            | 2007年9月24日  | ★    | 5R      | 判定0-3 | 岩尾剛（泉北）                 | 日本 | 2007年度中日本・西日本ミドル級新人王対抗戦 |
| 6            | 2008年3月9日   | ☆    | 3R 3:09 | KO      | 中嶋裕介（平石）               | 日本 |                                            |
| 7            | 2008年7月6日   | ☆    | 6R      | 判定3-0 | ヨードサクシット・ムアンスリン | タイ |                                            |
| 8            | 2008年12月16日 | ★    | 6R      | 判定0-3 | 相澤謙次（オサム）             | 日本 |                                            |
| 9            | 2009年7月5日   | ☆    | 6R      | 判定2-1 | 相澤謙次（オサム）             | 日本 |                                            |
| 10           | 2010年8月11日  | ☆    | 1R 0:53 | TKO     | 和田直樹（花形）               | 日本 |                                            |
| 11           | 2010年11月20日 | ☆    | 1R 0:54 | TKO     | アディテップ・デッチウェット   | タイ |                                            |
| 12           | 2011年3月13日  | ★    | 3R 0:45 | TKO     | 中嶋裕介（平石）               | 日本 |                                            |
| テンプレート |                |      |         |         |                                |      |                                            |

## 獲得タイトル
- 2007年度中日本ミドル級新人王
- 第2代BRIDGEヘビー級王座[12]